# Piotr Gamrat
Piotr Gamrat (1487 - 27 augustus 1545, Krakau) was de 44e bisschop van Krakau, bisschop van Kamieniec, Przemyśl en aartsbisschop van Gniezno.

## Biografie
Piotr Gamrat was een telg van de Poolse heraldische clan Sulima. Zijn politieke carrière werd beschermd en gesteund door Bona Sforza en hij kon hierdoor het bisschopsambt van Krakau en het aartsbisschopsambt van Gniezno combineren. Hij was in zijn leven ook secretaris van Sigismund I van Polen. Marsupino, de keizerlijke ambassadeur, zag een gevaar in de groeiende macht van de bisschop en Bona. Hij adviseerde om de paus te overtuigen om Gamrat te dwingen afstand te doen van een van de twee ambten. Gamrat bleek een loyaal en nuttig bondgenoot voor Bona en steunde haar anti-Habsburgse en pro-Franse politiek. Ook was hij instrumenteel in het ontladen van de spanning rondom de beschuldigen van de Poolse adel aan het adres van Bona tijdens de Kippenoorlog.
Gamrat hield er een seculier en uitbundige levensstijl op na en was onpopulair bij veel tijdgenoten. Sobocka, bijgenaamd "de Pausin", was de minnares van Gamrat.
Piotr Gomrat is de Wawelkathedraal begraven. De sculpturen op zijn tombe zijn tussen 1545-47 vervaardigd door Padovano.

## Galerij

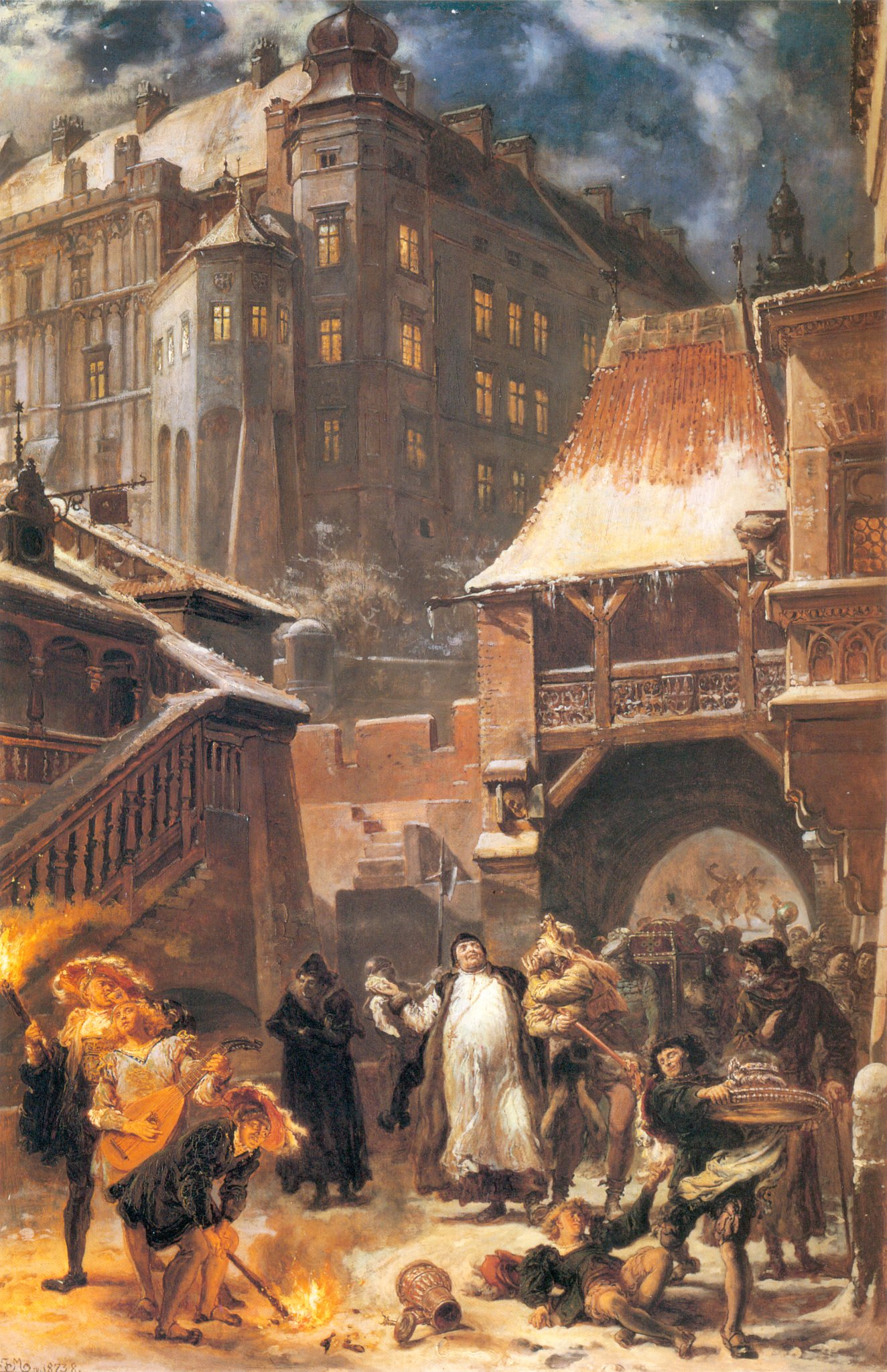
"Gamrat i Stańczyk" door Jan Matejko. 1873-1878.

- Gemeinsame Normdatei: 132319780
- International Standard Name Identifier: 0000 0000 2269 6652
- LIBRIS: 371738
- Système universitaire de documentation: 176353895
- Virtual International Authority File: 28227574
- WorldCat: E39PBJh4qm4Mvyhkv6grwMFqcP